# 種まく人の譬えのある風景
『種まく人の譬えのある風景』（たねまくひとのたとえのあるふうけい、蘭: Landschap met de parabel van de zaaier、英: Parable of the Sower）は、初期フランドル派の巨匠ピーテル・ブリューゲルが1557年に板上に油彩で制作した風景画である。画家最初期の署名のある作品のうちの1つであり、同時に大型風景画の1つでもある。ブリューゲルが1557年の制作になる『大風景版画』シリーズを完成させた後の作品であるだけに、すでに画家独自の壮大なヴィジョンが確立されている。主題は、『新約聖書』の「マタイによる福音書」、「マルコによる福音書」、「ルカによる福音書」に記述されている「種まく人の譬え」である。現在、作品はサン・ディエゴのティムケン美術館に所蔵されている。

## 作品
1553年、ブリューゲルは、イタリアで学ぶためにアントウェルペンを発った。彼は帰路にアルプスを通り、その素描を制作した。これらの素描は、本作背景右上に見える山々の描写に影響を与えた。
作品は聖書に記述されている「種まく人の譬え」を主題として描いているが、聖書中に具体的な場所の記述はない。しかしながら、ブリューゲルはパノラミックな風景を主題の舞台としており、ヨアヒム・パティニール、ヘッリ・メット・デ・ブレスなど初期フランドル派の風景画の樹立者たちの自然描写に多くを学んでいる。前景を褐色、中景を緑色、背景を青色で構成する色彩遠近法はの使用はパティニールの痕跡をとどめている。しかし、ブリューゲルのこの作品では色調ははるかに融和しており、ヴィジョンの統一を見せている。
本作は、特定の地域の実景を再現した風景画ではない。上述のように、背景の壮大な山岳風景は画家がアルプスを実見したことにもとづいており、それを画家の故郷ブラバント地方の農村風景と組み合わせている。パティニールの作品同様、山岳、河川、草原、森林、農家など自然景観の諸要素を総合化した「世界風景」といえる。にもかかわらず、パティニール的な空想的風景ではなく、ブリューゲルの卓越した空間把握により、作品には実景に近いリアリティーが付与されている。
種まく人自身は、画面下部左前景で種をまいているところが見える。教会とフランドルの村が、画面下部右手から上部左手に流れている川沿いに並んでいる。川の右岸の、舟が何艘かある近くには、イエス・キリストが群衆に「種まく人の譬え」の説話をしているのが見える。しかし、その姿は風景の中に埋没している。
ティムケン美術館の館長のジョン・ウィルソン (John Wilson) は、本作がブリューゲルの後の作品に見られる細部描写、宗教性、人間的要素を表していると見、「ブリューゲルは、この宗教的主題を完全に人間化している...教会の尖塔、藁ぶきの小屋、鳥、馬といった小さな事物が目を引く」と説明している。
ペンシルベニア大学のラリー・シルヴァー (Larry Silver)は、絵画の意味と「種まく人の譬え」の間に相似するものがあると提案し、以下のように記している。「絵画は、種まく人のイメージを使っているが、その種は一部は鳥に食べられ、一部は石の地面に落ちるか植物のトゲに引っかかって実を結ばないが、一部は豊かな土壌を見出して実を結ぶ。それゆえ、ブリューゲルは、キリストの最初の譬えをこの最初の風景画に選択したのであり、この作品は画家の自然との親しみの種をまいたのである」。